# 4 x 100 meter frisim för herrar vid olympiska sommarspelen 2004
Herrarnas 4 x 100 meter frisim vid olympiska sommarspelen 2004 avgjordes 15 augusti 2004 i Olympic Aquatic Centre i Aten, Grekland.

## Rekord
Inför tävlingen fanns följande OS- och världsrekord.
| Världsrekord     | Australien Michael Klim (48,18) Chris Fydler (48,48) Ashley Callus (48,71) Ian Thorpe (48,30) | 3.13,67 | Sydney, Australien | 17 september 2000 |
| Olympiskt rekord | Australien Michael Klim (48,18) Chris Fydler (48,48) Ashley Callus (48,71) Ian Thorpe (48,30) | 3.13,67 | Sydney, Australien | 17 september 2000 |

Följande nytt OS- och världsrekord sattes under tävlingen.
| Datum      | Tävling | Namn                                                                                            | Nationalitet | Tid     | Rekord |
| ---------- | ------- | ----------------------------------------------------------------------------------------------- | ------------ | ------- | ------ |
| 15 augusti | Final   | Roland Mark Schoeman (48,17) Lyndon Ferns (48,13) Darian Townsend (48,96) Ryk Neethling (47,91) | Sydafrika    | 3.13,17 | 0VR0   |

## Resultat
Från de två kvalheaten gick de 8 snabbaste till final.
Alla tider visas i minuter och sekunder.

Q kvalificerad till nästa omgång

DNS startade inte.

DSQ markerar diskvalificerad eller utesluten.

### Försöksheat
| Placering | Heat | Bana | Nation        | Simmare | Tid     | Noteringar |
| --------- | ---- | ---- | ------------- | --- | ------- | ---------- |
| 1         | 1    | 6    | Sydafrika     | Roland Mark Schoeman (48,38) Lyndon Ferns (48,34) Darian Townsend (49,13) Ryk Neethling (47,99)                | 3.13,84 | Q          |
| 2         | 1    | 4    | USA           | Gabe Woodward (49,93) Nate Dusing (49,01) Neil Walker (48,16) Gary Hall Jr. (48,73)                            | 3.15,83 | Q          |
| 3         | 1    | 5    | Italien       | Lorenzo Vismara (49,67) Michele Scarica (48,92) Alessandro Calvi (49,35) Christian Galenda (48,24)             | 3.16,18 | Q          |
| 4         | 1    | 2    | Nederländerna | Mark Veens (49,73) Johan Kenkhuis (48,80) Mitja Zastrow (48,90) Klaas-Erik Zwering (48,99)                     | 3.16,42 | Q          |
| 5         | 2    | 4    | Ryssland      | Andrey Kapralov (49,12) Yevgeny Lagunov (49,68) Ivan Usov (49,86) Denis Pimankov (48,80)                       | 3.17,46 | Q          |
| 6         | 2    | 3    | Australien    | Ashley Callus (50,04) Eamon Sullivan (49,13) Jono van Hazel (49,65) Todd Pearson (48,82)                       | 3.17,64 | Q          |
| 6         | 2    | 5    | Frankrike     | Romain Barnier (49,73) Julien Sicot (49,29) Fabien Gilot (49,21) Amaury Leveaux (49,41)                        | 3.17,64 | Q          |
| 8         | 1    | 3    | Tyskland      | Stephan Kunzelmann (50,09) Christian Keller (50,16) Torsten Spanneberg (49,36) Lars Conrad (48,36)             | 3.17,97 | Q          |
| 9         | 2    | 6    | Kanada        | Yannick Lupien (50,16) Riley Janes (49,49) Mike Mintenko (49,60) Brent Hayden (49,10)                          | 3.18,35 |            |
| 10        | 2    | 1    | Ukraina       | Denys Syzonenko (50,05) Andriy Serdinov (49,94) Pavel Khnykin (49,47) Yuriy Yegoshin (49,49)                   | 3.18,95 | 0NR0       |
| 11        | 1    | 8    | Litauen       | Rolandas Gimbutis (49,11) Saulius Binevičius (50,35) Paulius Viktoravičius (50,20) Vytautas Janušaitis (49,62) | 3.19,28 |            |
| 12        | 2    | 7    | Brasilien     | Jader Souza (50,89) Gustavo Borges (49,59) Carlos Jayme (49,67) Rodrigo Castro (50,05)                         | 3.20,20 |            |
| 13        | 1    | 1    | Kroatien      | Duje Draganja (50,38) Mario Delač (49,75) Ivan Mladina (50,16) Igor Čerenšek (50,72)                           | 3.21,01 |            |
| 14        | 2    | 8    | Grekland      | Aristeidis Grigoriadis (50,15) Alexandros Tsoltos (51,03) Spyridon Bitsakis (52,25) Andreas Zisimos (50,83)    | 3.24,26 |            |
| 15        | 1    | 7    | Kina          | Chen Zuo (50,75) Liu Weijia (51,15) Zheng Kunliang (51,34) Huang Shaohua (51,07)                               | 3.24,31 |            |
| 16        | 2    | 2    | Sverige       | Eric la Fleur (50,43) Stefan Nystrand (48,61) Mattias Ohlin (50,24) Lars Frölander                             | DSQ     |            |

### Final
| Placering | Bana | Nation        | Simmare                                                                                                   | Tid     | Tid bakom | Noteringar |
| --------- | ---- | ------------- | --- | ------- | --------- | ---------- |
| 1         | 4    | Sydafrika     | Roland Mark Schoeman (48,17) Lyndon Ferns (48,13) Darian Townsend (48,96) Ryk Neethling (47,91)           | 3.13,17 |           | 0VR0       |
| 2         | 6    | Nederländerna | Johan Kenkhuis (49,81) Mitja Zastrow (49,25) Klaas-Erik Zwering (48,51) Pieter van den Hoogenband (46,79) | 3.14,36 | 1,19      | 0NR0       |
| 3         | 5    | USA           | Ian Crocker (50,05) Michael Phelps (48,74) Neil Walker (47,97) Jason Lezak (47,86)                        | 3.14,62 | 1,45      |            |
| 4         | 2    | Ryssland      | Andrey Kapralov (49,27) Yevgeny Lagunov (49,17) Denis Pimankov (49,25) Alexander Popov (48,06)            | 3.15,75 | 2,68      |            |
| 4         | 3    | Italien       | Lorenzo Vismara (49,16) Filippo Magnini (48,30) Michele Scarica (49,21) Christian Galenda (49,08)         | 3.15,75 | 2,68      |            |
| 6         | 1    | Australien    | Michael Klim (49,37) Todd Pearson (49,07) Eamon Sullivan (49,19) Ian Thorpe (48,14)                       | 3.15,77 | 2,70      |            |
| 7         | 7    | Frankrike     | Romain Barnier (49,65) Julien Sicot (49,31) Fabien Gilot (48,95) Frédérick Bousquet (48,32)               | 3.16,23 | 3,06      |            |
| 8         | 8    | Tyskland      | Jens Schreiber (49,88) Lars Conrad (48,72) Torsten Spanneberg (49,24) Stefan Herbst (49,34)               | 3.17,18 | 4,01      |            |

## Tidigare vinnare

### OS
- 1896  - 1960: Ingen tävling
- 1964 i Tokyo: USA – 3.32,2
- 1968 i Mexico City: USA – 3.31,7
- 1972 i München: USA –  3.26,42
- 1976 i Montréal: Ingen tävling
- 1980 i Moskva: Ingen tävling
- 1984 i Los Angeles: USA –  3.19,03
- 1988 i Seoul: USA –  3.16,53
- 1992 i Barcelona: USA –  3.16,74
- 1996 i Atlanta: USA –  3.15,41
- 2000 i Sydney: Australien – 3.13,67

### VM
- 1973 i Belgrad: USA –  3.27,18
- 1975 i Cali, Colombia: USA –  3.24,85
- 1978 i Berlin: USA –  3.19,74
- 1982 i Guayaquil, Ecuador: USA –  3.19,26
- 1986 i Madrid: USA –  3.19,89
- 1991 i Perth: USA –  3.17,15
- 1994 i Rom: USA –  3.16,90
- 1998 i Perth: USA –  3.16,69
- 2001 i Fukuoka, Japan: Australien – 3.14,10
- 2003 i Barcelona: Ryssland – 3.14,06